# Eisenberg (Erzgebirge)
Der Eisenberg ist ein 1028,8 m ü. NHN hoher Gipfel im oberen Erzgebirge nördlich von Oberwiesenthal in Sachsen, Deutschland.

## Lage und Umgebung
Der Eisenberg befindet sich zwei Kilometer nördlich der Stadt Oberwiesenthal. Auf dem Plateau befinden sich der Stümpelfelsen und der Kreuzbrückfelsen. Der nächsthöhere Fichtelberg befindet sich in südwestlicher Richtung in einer Entfernung von 1.800 Metern. Beide Berge sind durch eine 979 Meter hohe Schulter miteinander verbunden, über welche die Vierenstraße führt und sich die Sportbaude Waldeck inklusive Parkplatz befindet. Von hier aus gelangt man nach einem 800 Meter langen Aufstieg in Richtung der Stümpelhütte auf den Eisenberg bzw. mit dem Himmelsleiterlift auf den Fichtelberg. Auf dem vorgenannten Parkplatz befand sich das ehemalige Rote Vorwerk. Nördlich der Schulter beginnt das Tal der Weißen Sehma, südlich entspringt ein Bach, welcher nach zwei Kilometern in den Pöhlbach mündet.

### Berg oder Gipfel
Aufgrund der geringen Entfernung zum Fichtelberg, der niedrigen Höhendifferenz (50 m) zur vorgenannten Schulter und der geringen Dominanz (900 m) ist es umstritten, ob der Eisenberg als selbständiger Berg oder lediglich neben dem Kleinen Fichtelberg (1206 m), dessen  Schartenhöhe und Dominanz 20 Meter und 600 Meter betragen, und dem Taufichtig (1001 m), Schartenhöhe 9 m, als weiterer Nebengipfel des Fichtelberges einzuschätzen ist.

## Aussicht
Vom Kreuzbrückfelsen und vom Aussichtspunkt an der Stümpelhütte bietet sich ein weiter Rundblick über das obere Erzgebirge, unter anderem zur Toskabank, zum Keilberg, zum Fichtelberg oder zum Gifthüttenberg.

## Wege zum Gipfel
Zum Gipfel führen keine markierten Wege. Er ist von Südosten, von Neudorf aus, über den Flößzechenweg und von Oberwiesenthal aus über das Rote Vorwerk zu erreichen. Unweit des Gipfels verlaufen mehrere lokale Ski-Loipen.